# Karat 91
Karat ist das neunte Album der deutschen Rockgruppe Karat aus dem Jahr 1991. Es war das erste Album der Band, das im wiedervereinigten Deutschland auf den Markt kam. Das Album wird oft auch als „Karat 91“ bezeichnet, um Verwechslungen mit dem ebenfalls schlicht Karat benannten Debüt-Album auszuschließen.

## Inhalt
Zusammen mit … im nächsten Frieden zählt es zu den „Wende-Alben“ von Karat, bei denen die Orientierungslosigkeit, welcher musikalischer Weg zukünftig zu wählen sei, deutlich auffällt. Karat balanciert stilistisch, wie schon beim Vorgängeralbum, zwischen Pop und Schlager. Nur wenige Songs warten mit Innovationen auf, die Produktion wirkt stark „geglättet“, rockige Klänge sind rar. Lediglich das vom ehemaligen Karat-Mitglied Thomas Natschinski geschriebene Stück Sei nur Du, dessen Text von Heinz Kahlau stammt, erinnert annähernd an die frühere Stilistik der Band. Erwähnenswert ist zudem noch das vorletzte Stück der LP, Für wen?, welches Assoziationen zur traditionellen, folkloristischen Musik Irlands weckt. Im Zuge der Ereignisse der Wiedervereinigung und durch die für viele Bürger der ehemaligen DDR neu gewonnenen Möglichkeiten blieb das Interesse an dem Album eher gering. 
Die Musiker, die mit dem Tonträger selbst nicht zufrieden waren, unter anderem weil sie bei dem Label „Extra Records and Tapes“ ihre eigenen Ideen nur unzureichend verwirklichen konnten, beschlossen daher, erst dann wieder ein Album zu veröffentlichen, wenn der Vertrag mit dieser Plattenfirma auslief.
Als Gäste waren Franziska Menke, Angelika Weiz, Bülo Aris, Steve Baker, Christian Wilckens, Adrian Askew und Dieter Faber an der Produktion des Albums beteiligt.
Als Single wurden 1991 die Titel Schwerelos und Visionen? (auf der CD-Single zusätzlich mit Regenbogen und Sei mein) sowie Wunder und Die Schatten werden länger (auf der CD-Single zusätzlich mit Sei nur Du) und 1992 der Non-Album-Track Kind und Regen und Eis (auf der CD-Single zusätzlich mit Sei nur Du) ausgekoppelt.

## Besetzung
- Herbert Dreilich (Gesang)
- Thomas Kurzhals (Keyboards)
- Bernd Römer (Gitarre)
- Michael Schwandt (Schlagzeug, Perkussion)
- Christian Liebig (Bassgitarre)

## Titelliste
1. Regenbogen (Kurzhals) (1:16)
2. Schwerelos (Kurzhals/Gunzer) (3:36)
3. Wunder (Kurzhals/Faber, Dreilich) (3:22)
4. Der Garten Eden (Kurzhals, Faber/Dreilich) (3:35)
5. Alles, was mir von Dir bleibt (Dreilich, Askew/Dreilich) (3:03)
6. Sei mein (Kurzhals/Brozat, Dreilich) (2:10) (Für S.)
7. Regen und Eis (Kurzhals, Askew/Dreilich) (3:21)
8. Sturm im Wasserglas (Kurzhals/Dreilich) (3:37)
9. Visionen? (Kurzhals/Dreilich) (3:39)
10. Die Schatten werden länger (Dreilich, Askew/Dreilich) (3:20)
11. Für wen? (Dreilich, Askew/Dreilich) (2:40)
12. Sei nur Du (Natschinski/Kahlau) (4:55) (An C.)